# Canuleius vetus
Canuleius vetus är en insektsart som beskrevs av Salvador de Toledo Piza Júnior 1936. Canuleius vetus ingår i släktet Canuleius och familjen Heteronemiidae. Inga underarter finns listade.